# Orange Scene
Orange Scene (kendt som Canopyscenen fra 1980-1986 og Store Scene fra 1978-1979) er den største scene på Roskilde Festival, og står på et areal med plads til ca. 60.000 mennesker. Scenens store orange teltdug har ligget til grund for festivalens forskellige logoer siden 1978.

## Teltet
Teltet blev købt i England i 1978, hvor det førhen var benyttet af The Rolling Stones på deres Europaturné i 1976, ligesom Queen også har benyttet scenen.
Dugen på det oprindelige telt blev i 1983 udskiftet, ligesom hele scenen i 2001 blev udskiftet med en ny og større. Det nye telt kunne bl.a. bære mere og tungere lyd- og lysudstyr og havde samtidig en større bagscene, som gjorde det lettere for bands at sætte op og tage ned, mens scenen er i brug af et andet band.
Både det gamle og det nye telt er et kalecheagtigt telt, hvilket vil sige at det er åbent på den ene side, således at publikum kan se de optrædende. Både det oprindelige telt og teltet fra 2001 har tre hovedmaster, som bærer den orange dug, som på det nye telt er 1.900 m2 og vejer 3,5 t.
I 2026 kommer der et nyt og endnu større telt, som kan matche nutidens største produktioner. Hovedscenen bliver under en permanent installation på dyrskuepladsen, som under festivalen suppleres med en orange teltdug over side- og bagscene, så det ikoniske udseende bevares.
Der er en tradition, blandt de frivillige som rejser teltet, for at montere en gul badeand øverst på teltets frontbue, når selve teltet er færdigrejst.

## Koncerter
Danske D-A-D er det band der har spillet flest gange på Orange Scene, hvor alle deres 11 optrædener på festivalen, på nær deres første, har været på Orange Scene. Nemlig koncerterne i 1986, 1988, 1989, 1990, 1992, 1995, 1996, 1998, 2000 og 2005.
Gnags er det band der har spillet flest gange på Roskilde Festival, og samtlige af deres i alt 13 koncerter på festivalen har da også været på festivalens hovedscene. Men heraf har seks af dem dog været før Orange Scene kom til på festivalen. Dette gør dem dog stadig til det band der har spillet næstflest gange på Orange Scene, med syv optrædener.

### Åbningskoncerten
Det er en tradition, at et dansk navn der åbner Orange Scene, omend det ikke altid er tilfældet.
Orange Scene er blevet åbnet af disse bands i gennem tiderne:
1970'erne
| År   | Band               | Noter |
| ---- | ------------------ | ----- |
| 1978 | Big Joe Band       |       |
| 1979 | Eders Band Danmark |       |

1980'erne
| År   | Band                          | Noter             |
| ---- | ----------------------------- | ----------------- |
| 1980 | Triers Triste Trio            |                   |
| 1981 | Totalpetroleum                |                   |
| 1982 | Ideal                         | Band fra Tyskland |
| 1983 | Mek Pek Party Band            |                   |
| 1984 | Warm Guns                     |                   |
| 1985 | Anne Linnet & Marquis de Sade |                   |
| 1986 | Billy Cross Band              |                   |
| 1987 | Wilmer X                      | Band fra Sverige  |
| 1988 | The Sandmen                   |                   |
| 1989 | Pixies                        | Band fra USA      |

1990'erne
| År   | Band                | Noter                   |
| ---- | ------------------- | ----------------------- |
| 1990 | Hotel Hunger        |                         |
| 1991 | Vasco Rossi         | Italiensk band          |
| 1992 | The Blue Aeroplanes | Band fra Storbritannien |
| 1993 | The Tragically Hip  | Band fra Canada         |
| 1994 | Kinky Boot Beast    |                         |
| 1995 | Dizzy Mizz Lizzy    |                         |
| 1996 | Psyched Up Janis    |                         |
| 1997 | Düreforsög          |                         |
| 1998 | Psyched Up Janis    |                         |
| 1999 | Gluecifer           | Band fra Norge          |

2000'erne
| År   | Band                   | Noter                                                                                           |
| ---- | ---------------------- | ----------------------------------------------------------------------------------------------- |
| 2000 | The Tremolo Beer Gut   |                                                                                                 |
| 2001 | Palle Mikkelborg       | Speciel ceremoni efter ulykken i 2000                                                           |
| 2002 | Superheroes            |                                                                                                 |
| 2003 | Baby Woodrose          |                                                                                                 |
| 2004 | Mnemic                 |                                                                                                 |
| 2005 | Ikscheltaschel         |                                                                                                 |
| 2006 | Magtens Korridorer     |                                                                                                 |
| 2007 | Volbeat                |                                                                                                 |
| 2008 | Teitur                 | Kunstner fra Færøerne                                                                           |
| 2009 | Petter                 | Kunstner fra Sverige                                                                            |
| 2010 | When Saints Go Machine | Først en kort mindehøjtidelighed ved Patti Smith og Lenny Kaye i forbindelse med ulykkens tiår. |

2010'erne
| År   | Band                                             | Noter                                                                 |
| ---- | ------------------------------------------------ | --------------------------------------------------------------------- |
| 2011 | Veto                                             |                                                                       |
| 2012 | Kellermensch                                     |                                                                       |
| 2013 | Vinnie Who                                       |                                                                       |
| 2014 | Outkast                                          | Band fra USA                                                          |
| 2015 | The Minds of 99                                  |                                                                       |
| 2016 | The Orchestra of Syrian musicians + Damon Albarn | Syriens national orkester og forsangeren fra Blur/manden bag Gorillaz |
| 2017 | Phlake                                           |                                                                       |
| 2018 | SAVEUS                                           |                                                                       |
| 2019 | Fællessang med publikum + Silvana Imam           | Rapper fra Sverige                                                    |

2020'erne
| År   | Band          | Noter                                          |
| ---- | ------------- | ---------------------------------------------- |
| 2020 | Jada          | Aflyst på baggrund af coronasmittens spredning |
| 2021 | Jada          | Aflyst på baggrund af coronasmittens spredning |
| 2022 | Drew Sycamore |                                                |
| 2023 | Blæst         |                                                |
| 2024 | Lamin         |                                                |
| 2025 | Annika        |                                                |

## Lydforhold
Lydsystemet på Orange Scene leveres af Meyer Sound (som leverer anlæg til alle festivalens scener). Det publikumsvendte system består primært af ophængte højtalere og basenheder, kalibreret specifikt til Orange Scene og området omkring scenen. Lyden er i høj grad retningsbestemt, nøje afgrænset og tilpasset område, terræn og varierende publikumsantal. Orange Scene er kendt for at kunne præstere lyd i verdensklasse, dog afhængigt af artisternes egen lydperson og ønskede lydprofil.